# Здесь могут водиться тигры
«Здесь могут водиться тигры» — советский мультипликационный фильм. Экранизация одноимённого рассказа Рэя Брэдбери. Однако финал мультфильма имеет расхождения с рассказом, но не нарушает его основной темы.

## Сюжет
Будущее. Далекая «7-я планета 84-й звездной системы». На неё высадились «охотники за планетами» — земляне, в поисках полезных ископаемых, бороздящие космос на кораблях, чья скорость «равна скорости Бога».

Планета оказывается земного типа, с прекрасным климатом, атмосферой, флорой и фауной. Один из членов экипажа — Чаттертон, поймав насекомое, произносит:
— Да, а здесь могут водиться и тигры…
Экипаж, состоящий из четырёх человек и собаки, начинает знакомиться с планетой.
Чаттертон напоминает всем, что они прилетели сюда, чтобы бурить планету и добывать полезные ископаемые, но остальные не слушают его, они покорены планетой. Та позволяет им летать, как птицам, превращает воду для них в вино и молоко.
Тем временем Чаттертон, отделившийся от коллектива, готовит мощный взрыв и бурение. Но земля бесследно поглощает подготовленный им бур, а дерево уносит ввысь его оружие, повешенное на сук. Внезапно из леса раздается рычание...
Отдыхающих космонавтов поднимает на ноги крик Чаттертона. Они находят его бомбу, автомат, следы крови на земле и отпечаток лапы тигра.

Звездолёт взлетает. В полёте выясняется, что самый молодой из астронавтов — Дрисколл — остался на планете, а сам корабль увозит от планеты прочь ту самую бомбу, ставшую к тому времени совсем огромной. Капитан приказывает лететь полным ходом как можно дальше...
— Ещё не поздно повернуть назад.

— Боюсь, что поздно. Полный вперёд, штурман, полный вперёд. И куда-нибудь подальше.
Тем временем Дрисколл в полном одиночестве и печали сидит у воды, теребя в руках ошейник собаки, улетевшей вместе с остальным экипажем. Внезапно прямо из воды материализуется тот самый пёс и с радостью бежит к хозяину, а в следующую минуту на валуне появляется девушка, которая почти сразу исчезает.

## Создатели
| Автор сценария       | Сергей Таск                                                                    |
| Режиссёр             | Владимир Самсонов                                                              |
| Художник-постановщик | И. Лутц                                                                        |
| Композитор           | Анатолий Киселёв                                                               |
| Оператор             | Эрнст Гаман                                                                    |
| Звукооператор        | Нелли Кудрина                                                                  |
| Художники-аниматоры: | Олег Сафронов, Светлана Сичкарь, Владимир Спорыхин                             |
| Ассистент режиссёра  | Л. Янелис                                                                      |
| Художники:           | Жанна Корякина, Т. Седова, Т. Арешкова, А. Распопов, А. Цыбин, Ирина Черенкова |
| Монтажёр             | Людмила Рубан                                                                  |
| Редактор             | Алиса Феодориди                                                                |
| Директор             | Лидия Варенцова                                                                |

## Роли озвучивали
| Актёр             | Роль                                   |
| ----------------- | -------------------------------------- |
| Рогволд Суховерко | Форестер, капитан корабля / рассказчик |
| Юрий Пузырёв      | штурман                                |
| Алексей Борзунов  | Дрисколл                               |
| Всеволод Ларионов | Чаттертон                              |

## Критика
Рецензент сайта «Клуб-Крик»  отмечал насыщенность фильма: «в хронометраж десяти минут умудриться уместить и высокую драму, и антимилитаристское высказывание, упакованное в оболочку самого настоящего триллера!» Фильм неоднократно отмечается кинокритиками, как в списках экранизаций Брэдбери, так и в тех, что составлены по принципу объединёния необычной советской мультипликации. Писательница Мария Галина отнесла его к «великолепным образцам фантастических мультфильмов». Автор Calvert Journal отметила, что произведения Брэдбери, в том числе, в адаптированным виде, как данный мультфильм, стали частью космического культа в СССР.

## Издания на DVD
Мультфильм неоднократно издавался на DVD в сборниках мультфильмов —
- «Фантастические истории» Сборник мультфильмов № 30. Мультфильмы на диске:

«Миссия пришельцев»(1989), «Вампиры Геоны»(1991), «Хозяева Геоны»(1992), «Женская астрология»(1991), «Здесь могут водиться тигры»(1989), «Из пушки на Луну и далее без остановок»(1990), «32 декабря»(1988).